# Belisana nomis
Belisana nomis är en spindelart som beskrevs av Huber 2005. Belisana nomis ingår i släktet Belisana och familjen dallerspindlar. Inga underarter finns listade.